# Pädogenese
Pädogenese bezeichnet das Erlangen der Geschlechtsreife bereits in einem Jugendstadium. Bei der Pädogenese entwickeln sich die Reproduktionsfunktionen beschleunigt, während die somatische Entwicklung in normaler Geschwindigkeit verläuft. Im Unterschied dazu ist mit Neotenie eine verzögerte somatische Entwicklung bei konstanter reproduktiver Entwicklung gemeint.
Der Begriff Pädogenese wurde zuerst zur Beschreibung der frühen Reproduktion bei sich parthenogenetisch fortpflanzenden Insekten verwendet, während Neotenie bei der Beschreibung der Riesenlarven einiger Amphibien verwendet wurde.
Pädogenese kommt bei einigen Insekten in der Form vor, dass die eingeschlechtliche Fortpflanzung (Parthenogenese, Thelytokie: aus unbefruchteten Eiern entstehen Weibchen) in eines der Stadien der Juvenilentwicklung, etwa in ein Larven- oder Puppenstadium vorverlegt ist. Manchmal wird unter Pädogenese daher eine spezielle Form der Parthenogenese verstanden.
Beispiele für Pädogenesen finden sich etwa bei Gallmücken der Gattungen Miastor und Heteropeza, deren Larven jeweils neue Generationen von Gallmücken hervorbringen, die wie sie ebenfalls unter Rinden leben. Die geflügelten Imagines entstehen nur bei ungünstigen Lebensbedingungen wie etwa einer Austrocknung des Habitats. Die pilzbewohnende Gallmücke Henria psalliotae bildet Nachfolgegenerationen in der Puppe, auch hier werden keine Imagines entwickelt.
Ein weiteres Beispiel findet man bei Käfern in der Familie Micromalthidae (Micromalthus debilis).